# Venetiaanse School (muziekgeschiedenis)
De Venetiaanse School was een stroming van componisten in de Renaissance die in de periode van ca. 1550 tot 1610 in Venetië werkzaam waren. De eerste componist uit deze school was de Vlaming Adriaan Willaert. Later belangrijke componisten waren Annibale Padovano, Cypriano de Rore, Claudio Merulo, Andrea Gabrieli, Giovanni Gabrieli en Claudio Monteverdi.
Na de Sacco di Roma nam de culturele betekenis van Rome af en werden andere Italiaanse steden, waaronder Venetië, belangrijker. De grote ruimte van de San Marcobasiliek vereiste een geheel andere manier van componeren dan de polyfone stijl van de Franco-Vlaamse School. Verder eiste het concilie van Trente een goede verstaanbaarheid van de muziek, hetgeen ook een belemmering voor de polyfone stijl was. De componisten gingen nu experimenteren met de ruimte van de San Marcobasiliek en stelden meerdere koren en groepen instrumentalisten op verschillende plaatsen in de kerk op. Hierdoor ontstond de voor de Venetiaanse muziek kenmerkende meerkorigheid met cori spezzati. Voor het eerst in de geschiedenis van de westerse muziek gingen nu ook dynamiek (geluidsterkte) en klankkleur een rol spelen in de compositie (zoals in de beroemde Sonata pian e forte van Giovanni Gabrieli). Ook speelde de Venetiaanse School een belangrijke rol bij de emancipatie van de instrumentale muziek, die zich tot die tijd nauwelijks van de vocale muziek onderscheidde. 
De Venetiaanse School had een grote invloed op de vroege barokmuziek in geheel Europa. 
Vooral uit Duitsland kwamen veel componisten naar Venetië om hier les te nemen. De bekendste hiervan is Heinrich Schütz, in wiens werk de invloed van de Venetiaanse dubbelkorigheid duidelijk hoorbaar is.